# Red Dead
Red Dead  es una serie de videojuegos de acción-aventura western. Consiste en cuatro videojuegos: Red Dead Revolver (2004), Red Dead Redemption (2010), Red Dead Redemption 2 (2018) y Red Dead Online (2019), desarrollados por Rockstar San Diego y publicados por Rockstar Games.

## Videojuegos

### Red Dead Revolver (2004)
Red Dead Revolver, ambientado en los años 1880, sigue la historia del cazarrecompensas Red Harlow, cuando descubre que sus padres han sido asesinados a modo de venganza. Fue originalmente desarrollado por Capcom, tomando elementos del videojuego de Gun.Smoke.

### Red Dead Redemption (2010)
Red Dead Redemption está ambientado en 1911, durante el declive del Viejo Oeste. Es un sucesor espiritual a Red Dead Revolver. Para septiembre de 2011 el videojuego ya había vendido un total de 12.5 millones de copias. La Red Dead Redemption: Game of the Year Edition contenía todo el contenido adicional, que fue lanzado en octubre de 2011.
- Red Dead Redemption: Undead Nightmare (2010)
- Red Dead Redemption: Forajidos hasta el final (2010)
- Red Dead Redemption: Leyendas y Asesinos (2010)
- Red Dead Redemption: Mentirosos y Tramposos (2010)
- Red Dead Redemption: Cazador y Mercader (2010)
- Red Dead Redemption: Mitos y Renegados (2011)

### Red Dead Redemption 2 (2018)
América, 1899. El ocaso del Salvaje Oeste ha comenzado y las fuerzas de la ley dan caza a las últimas bandas de forajidos. Los que no se rinden o sucumben, son asesinados. Tras un desastroso atraco fallido en la ciudad de Blackwater, Arthur Morgan y la banda de Van der Linde se ven obligados a huir. Con agentes federales y los mejores cazarrecompensas de la nación pisándoles los talones, la banda deberá atracar, robar y luchar, para sobrevivir en su camino por el escabroso territorio del corazón de América. Mientras las divisiones internas aumentan y amenazan con separarlos a todos, Arthur deberá elegir entre sus propios ideales y la lealtad a la banda que lo vio crecer.
El videojuego fue anunciado oficialmente el 18 de octubre de 2016, y tenía planeado ser lanzado en otoño de 2017 para Xbox One y PlayStation 4, pero finalmente, en mayo de 2017, Rockstar anunció que el estreno se retrasaría hasta la primavera de 2018. Tras anunciar el videojuego para PlayStation y Xbox, los usuarios enviaron una petición a Rockstar para que el videojuego esté disponible para Microsoft Windows. Por un acuerdo exclusivo con Sony Interactive Entertainment, el contenido principal en línea del videojuego tendrá exclusividad temporal para PlayStation 4.
En los dos primeros días, la compañía usó medios sociales para lanzar imágenes a color y la melodía sobre el videojuego. Estas imágenes del videojuego lideraron una atención considerable y alcanzaron un precio en stock para su distribuidor, Take-Two Interactive, cerca del seis por ciento.

### Red Dead Online (2019)
El juego se ambienta algo antes que Red Dead Redemption II, y se lanzó oficialmente en mayo de 2019, tras meses en Beta.

## Secuelas
- Red Dead Redemption: The Man from Blackwater, cortometraje de 2010 de John Hillcoat.
- Red Dead Redemption: Gunslingers, minijuego de 2010 de Facebook.

## Recepción
| Videojuego          | GameRankings | Metacritic                 |
| ------------------- | ------------ | -------------------------- |
| Red Dead Revolver   | —            | 73/100 (PS2) 74/100 (Xbox) |
| Red Dead Redemption | —            | 95/100 (PS3) 95/100 (X360) |

Red Dead Redemption ha ganado numerosos premios, incluyendo el juego del año por GameSpy y GameSpot, y es considerado uno de los mejores juegos de todos los tiempos.